# Nijon
Nijon és un municipi francès situat al departament de l'Alt Marne i a la regió del Gran Est. L'any 2007 tenia 73 habitants.

## Demografia

### Població
El 2007 la població de fet de Nijon era de 73 persones. Hi havia 36 famílies de les quals 16 eren unipersonals (4 homes vivint sols i 12 dones vivint soles), 12 parelles sense fills i 8 parelles amb fills.
La població ha evolucionat segons el següent gràfic:
Habitants censats

### Habitatges
El 2007 hi havia 64 habitatges, 37 eren l'habitatge principal de la família, 19 eren segones residències i 8 estaven desocupats. 62 eren cases i 1 era un apartament. Dels 37 habitatges principals, 35 estaven ocupats pels seus propietaris i 2 estaven llogats i ocupats pels llogaters; 4 tenien dues cambres, 3 en tenien tres, 13 en tenien quatre i 17 en tenien cinc o més. 26 habitatges disposaven pel capbaix d'una plaça de pàrquing. A 20 habitatges hi havia un automòbil i a 11 n'hi havia dos o més.

### Piràmide de població
La piràmide de població per edats i sexe el 2009 era:
| Homes | Edats   | Dones |
| ----- | ------- | ----- |
| 0     | 95 o +  | 0     |
| 0     | 90 a 94 | 0     |
| 0     | 85 a 89 | 0     |
| 0     | 80 a 84 | 8     |
| 0     | 75 a 79 | 0     |
| 0     | 70 a 74 | 0     |
| 8     | 65 a 69 | 12    |
| 0     | 60 a 64 | 0     |
| 4     | 55 a 59 | 4     |
| 4     | 50 a 54 | 0     |
| 0     | 45 a 49 | 4     |
| 0     | 40 a 44 | 0     |
| 0     | 35 a 39 | 0     |
| 0     | 30 a 34 | 0     |
| 4     | 25 a 29 | 4     |
| 0     | 20 a 24 | 0     |
| 0     | 15 a 19 | 0     |
| 0     | 10 a 14 | 0     |
| 0     | 5 a 9   | 4     |
| 4     | 0 a 4   | 0     |

## Economia
El 2007 la població en edat de treballar era de 41 persones, 27 eren actives i 14 eren inactives. De les 27 persones actives 23 estaven ocupades (13 homes i 10 dones) i 4 estaven aturades (1 home i 3 dones). De les 14 persones inactives 6 estaven jubilades, 4 estaven estudiant i 4 estaven classificades com a «altres inactius».
Activitats econòmiques
Dels 2  establiments que hi havia el 2007, 1 era d'una empresa de transport i 1 d'una empresa classificada com a «altres activitats de serveis».
L'únic servei als particulars que hi havia el 2009 era una perruqueria.
L'any 2000 a Nijon hi havia 7 explotacions agrícoles.

## Poblacions més properes
El següent diagrama mostra les poblacions més properes.